# マクシミリアン1世 (バイエルン選帝侯)
マクシミリアン1世（Maximilian I., 1573年4月17日 - 1651年9月27日）は、バイエルン公（在位：1597年 - 1651年）、後にバイエルン選帝侯（在位：1623年 - 1651年）。バイエルン公ヴィルヘルム5世とロレーヌ公フランソワ1世の娘レナータの長男。プファルツ＝ノイブルク公（後にプファルツ選帝侯）フィリップ・ヴィルヘルムは甥。

## 生涯
ミュンヘンで生まれ、イエズス会の教育を受けて成長し、1597年の父の退位でバイエルン公に即位した。治世では財政再建と常備軍の確立に力を尽くし、身分制議会の統制やミュンヘンの宮殿拡張、ホーフガルデンの建設も計画、デューラーやルーベンスの作品も集めてヴィッテルスバッハ家のコレクションを拡張させた。
宗派はカトリックに属し、1608年にドナウヴェルトを占拠してカトリック化を進めたことがプロテスタントの警戒を呼びプロテスタント同盟が結成、翌1609年に対抗のためカトリック連盟を結成した。三十年戦争においてカトリック派に属し、1619年にボヘミアが反乱を起こし同族で族弟のプファルツ選帝侯フリードリヒ5世をボヘミア王に擁立すると、マクシミリアンは神聖ローマ皇帝フェルディナント2世に協力、家臣のティリー伯をボヘミアへ派遣させて白山の戦いで勝利した。
戦後の1623年、フリードリヒ5世から選帝侯位と所領を取り上げたフェルディナント2世から代わりに選帝侯位を与えられたが、このことが三十年戦争を激化させた。また、フェルディナント2世に協力しながらも、彼が同族のスペイン軍をプファルツへ引き入れオランダ侵攻への駐屯地にしたことを警戒し、フランスと同盟を結ぼうとした。しかし、フランス・デンマーク・スウェーデンが対ハプスブルク同盟を締結すると、北ドイツのプロテスタント諸侯も手を組み自分の選帝侯位が剥奪される危険が生じたため、以後もフェルディナント2世へ協力することに決めてハプスブルク家側に留まった。
デンマーク戦争終結後、フェルディナント2世が絶対主義を目論んで1629年にプロテスタント弾圧と諸侯の武力否定及び同盟禁止を明記した復旧令（独: Restitutionsedikt）の発令に危機感を抱き、ドイツ諸侯と組んで皇帝軍を率いるヴァレンシュタインの罷免を要求、1630年にヴァレンシュタインが罷免されティリーが皇帝軍司令官となるが、1631年にフランスと秘密条約を結んでティリーを見捨てながら、翌1632年にスウェーデン王グスタフ2世がバイエルンに南下すると条約を破棄してティリーを呼び戻した。ティリーがレヒ川の戦いでスウェーデン軍に敗死するとミュンヘンから逃亡、バイエルンがスウェーデン軍に略奪されると皇帝側に復帰、1634年のネルトリンゲンの戦いを経て翌1635年のプラハ条約でフェルディナント2世と妥協してカトリック連盟を解散、1636年にフェルディナント3世をローマ王に選出させた。
フランスが三十年戦争に参戦すると配下の将軍フランツ・フォン・メルシーとヨハン・フォン・ヴェルトが奮戦したが、1645年のヤンカウの戦いでスウェーデン軍に敗北、同年のネルトリンゲンの戦いでメルシーが戦死、1646年にテュレンヌ・ウランゲル率いるフランス・スウェーデン連合軍に再びバイエルンを侵攻されると翌1647年に休戦した。同年に中立に反発したヴェルトが皇帝軍に合流、自らも引きずられて皇帝軍に合流したが、1648年にツースマルスハウゼンの戦いで大敗すると再度休戦、この戦いで三十年戦争は終戦に向かった。
1648年のヴェストファーレン条約によってマクシミリアン1世は選帝侯位は保持し（バイエルン選帝侯と呼ばれる）、旧プファルツ選帝侯領も一部を引き続き領有することが認められた。一方、フリードリヒ5世の息子カール1世ルートヴィヒも所領の多くを取り戻すとともに、新たに創設したものとして選帝侯位が認められた。終戦から3年後の1651年に78歳で死去、息子のフェルディナント・マリアが選帝侯位を継いだ。

## 家族
1595年にロレーヌ公シャルル3世の娘で従妹に当たるエリーザベト・フォン・ロートリンゲン（1574年 - 1635年）と結婚した。1635年にエリーザベトと死別、同年に妹マリア・アンナと神聖ローマ皇帝フェルディナント2世の娘で姪に当たるマリア・アンナ・フォン・エスターライヒ（1610年 - 1665年）と再婚した。後妻マリア・アンナとの間に2男をもうけている。
- フェルディナント・マリア（1636年 - 1679年） - バイエルン選帝侯
- マクシミリアン・フィリップ・ヒエロニムス（1638年 - 1705年） - ロイヒテンベルク公（1666年 - 1705年）